# Богуш, Андрей Александрович
Андрей Александрович Бо́гуш (бел. Андрэй Аляксандравіч Богуш; 11 июля 1925, Кореличи, Новогрудское воеводство — 21 июля 2009, Минск) — советский и белорусский физик-теоретик, член-корреспондент Национальной академии наук Беларуси (1994). Доктор физико-математических наук (1975), профессор (1983).

## Биография
Богуш родился в городском посёлке Кореличи (ныне Гродненская область). После окончания школы рабочей молодежи в Москве поступил на физико-математический факультет БГУ, который окончил с отличием в 1952 году. После нескольких лет преподавания в Могилевском пединституте, он в 1957 году поступил в аспирантуру Института физики АН БССР, где начал работу под руководством академика Ф. И. Федорова. В 1963 году Богуш успешно защитил кандидатскую диссертацию, а в 1974 году — докторскую (это была первая защищённая в Белоруссии докторская диссертация, посвящённая физике элементарных частиц). В 1978 году он создал в институте Лабораторию физики высоких энергий, которую возглавлял до 2004. Одновременно в 1961—1997 годах он преподавал на физическом факультете БГУ, читал лекции по теории классических и калибровочных полей, теории групп в физике и др.
Богуш подготовил 12 кандидатов и 4 доктора наук. Он входил в состав редколлегий нескольких научных журналов, являлся членом советов по защите диссертаций.

## Научная деятельность
Работы Богуша посвящены теоретической физике и физике элементарных частиц и высоких энергий. Используя обобщенные групповые и алгебраические подходы, им были разработаны эффективные методы расчета амплитуд рассеяния частиц, дана формулировка теории частиц со спином в ковариантной форме, предложен метод обобщенных символов Кронекера. На этой основе была развита последовательная трактовка теории классических полей (в том числе свободных и взаимодействующих), которая содержит простую схему описания процессов электрослабого взаимодействия. Развитый подход был применен для расчета характеристик конкретных ядерных реакций с учётом поляризации частиц и их возможной внутренней структуры.
Ряд результатов Богуша получен в сотрудничестве с учеными из ОИЯИ в Дубне, Института физики высоких энергий в Серпухове, ФИАН имени П. Н. Лебедева, ОИЯИ в Москве, CERN в Женеве. В частности, были установлены закономерности множественного рождения частиц, измерены сечения гиперзарядообменных реакций и параметры, свидетельствующие о сложной внутренней структуре частиц. Ряд работ был посвящён испытаниям калориметров для Большого адронного коллайдера.
Много внимание Богуш уделял также истории развития физики в XX веке.

## Награды
- Государственная премия БССР (1988) — за цикл работ «Классическая полевая теория элементарных частиц»

## Работы
- А. А. Богуш, Л. Г. Мороз. Введение в теорию классических полей. — Минск: Наука и техника, 1968; М.: УРСС, 2004.
- А. А. Богуш. Введение в полевую теорию элементарных частиц. — Минск: Наука и техника, 1981.
- А. А. Богуш. Введение в калибровочную полевую теорию электрослабых взаимодействий. — Минск: Наука и техника, 1987; М.: УРСС, 2003.
- А. А. Богуш. Очерки по истории физики микромира. — Минск: Наука и техника, 1990; М.: УРСС, 2004.